# ジャミラ・ブーパシャ

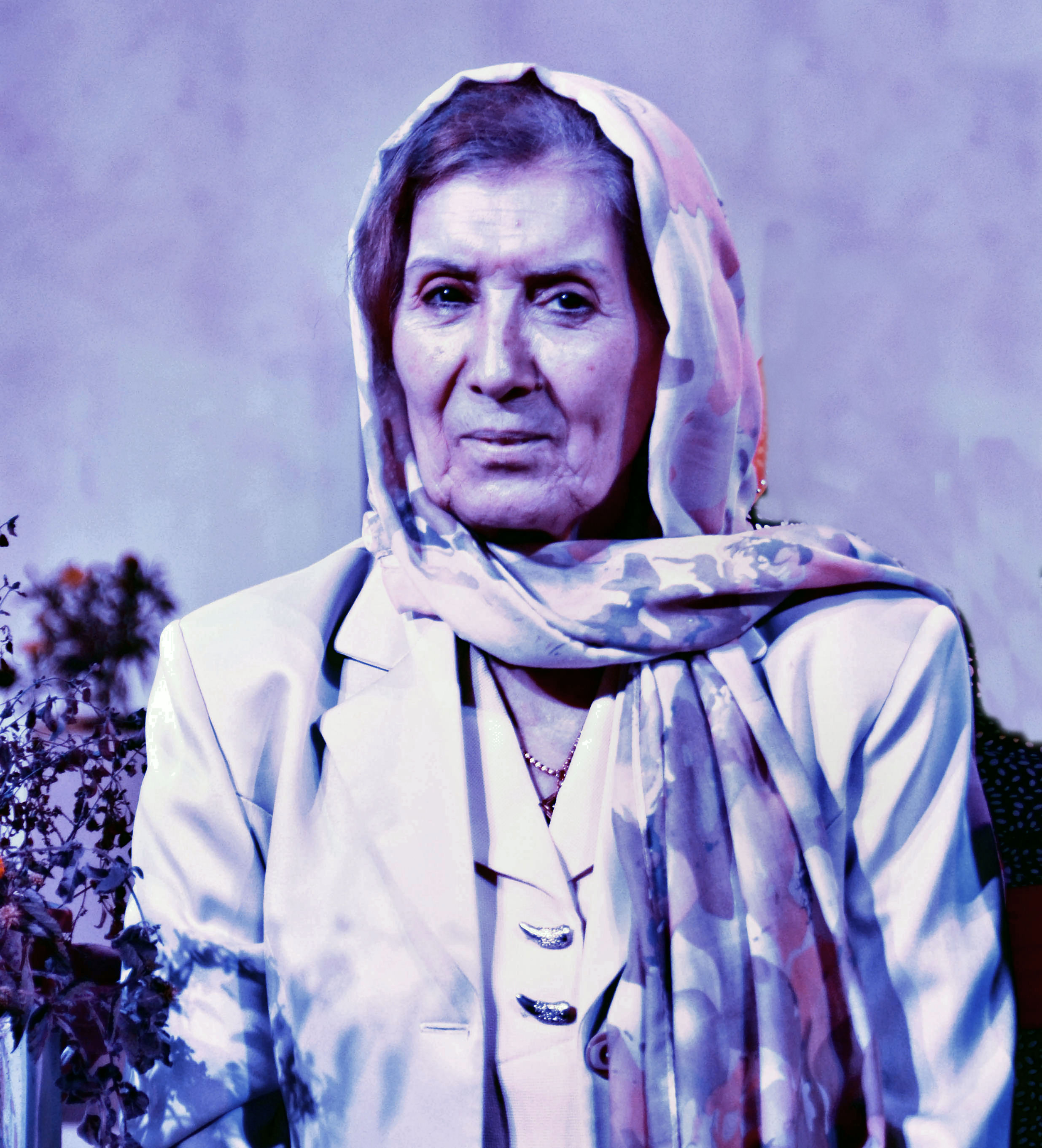
2017年撮影

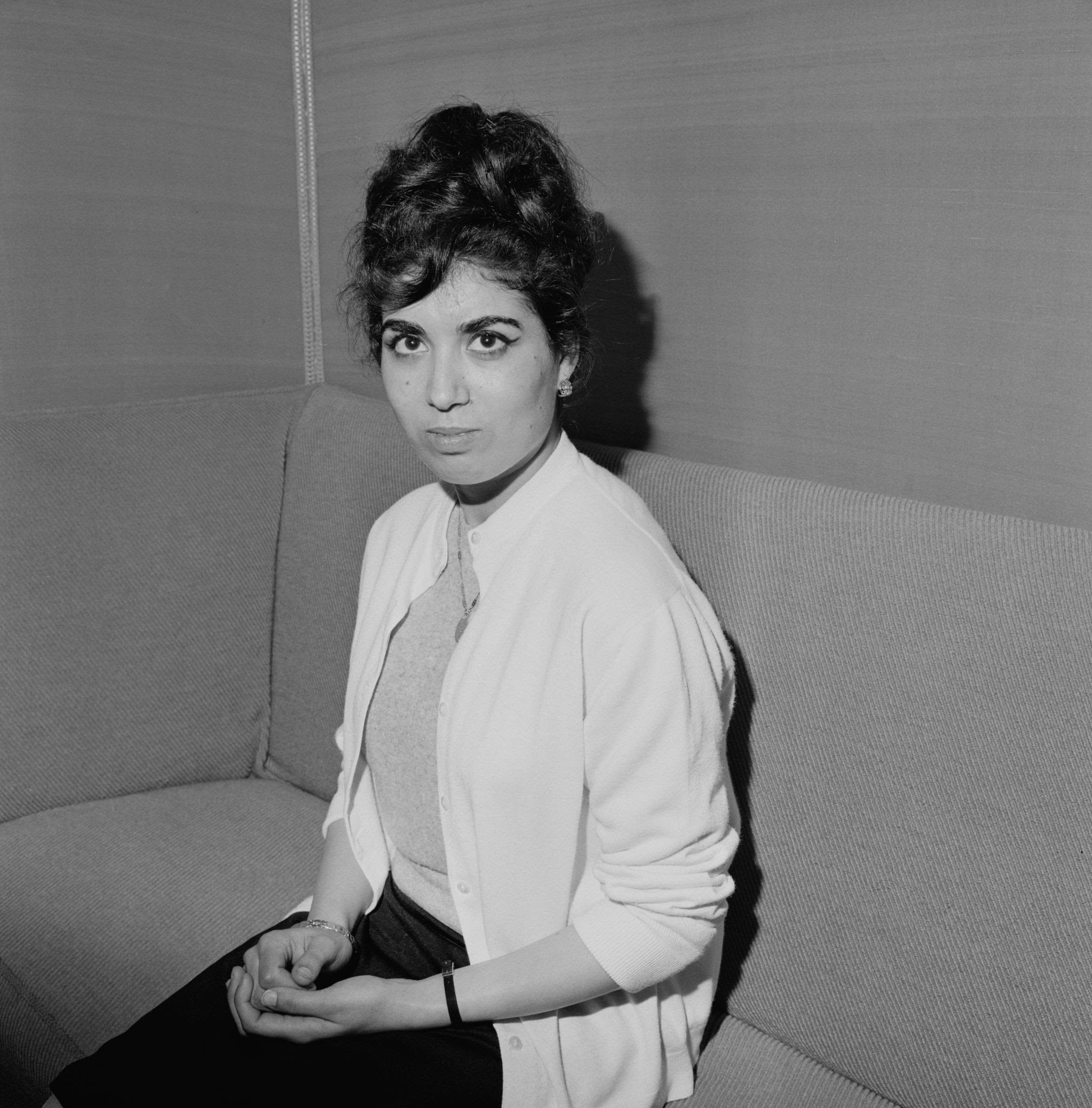
1963年3月14日撮影

ジャミラ・ブーパシャ（アラビア語: جميلة بوباشا, Jamīla Būbāshā, ジャミーラ・ブーバーシャー、フランス語: Djamila Boupacha、1938年2月9日 - ）は、アルジェリアの独立運動家。
アルジェリアに駐留するフランス当局から非人道的な拷問を受け、これに対する抗議運動によってアルジェリアでフランスが行っていた人権蹂躙が明らかとなり、アルジェリア独立に大きな影響を与えた。ここでは、この事件を中心に記述する。

## 事件の概要
1959年9月、独立戦争下にあったフランス領アルジェリアの首都アルジェで爆弾テロ未遂事件が発生した。フランス警察はアルジェリア民族解放戦線 (FLN) のメンバーであるジャミラを事件の容疑者として逮捕し、連行した。ジャミラは無実を主張したが、アルジェリアに駐留するフランス警察と落下傘部隊はジャミラに対し、電気ショックのほか、膣への瓶挿入などの凄惨な拷問を、連日にわたって加え続けた。そのため、ジャミラは数日間も意識不明に陥る。この事実を知ったFLNの顧問弁護士ジゼル・アリミはフランス当局に反訴を提起し、抗議運動を開始した。
1960年、アリミの友人であるシモーヌ・ド・ボーヴォワールが、「Pour Djamila Boupacha」と題する手記を『ル・モンド』紙に寄稿した。フランス当局の非人道的な行為は、フランス国民に大きな衝撃をもって知られることになった。
以上のことを契機にアリミとボーヴォワールが中心となって開始された抗議運動は急速に発展し、フランソワーズ・サガンらの文化人も参加した結果、2年以上にわたった裁判はフランスだけでなく全世界からの注目を集めた。

## 事件の背景
1954年、第二次世界大戦後のアジアで起こった民族独立の動きに触発されたアルジェリアの独立派勢力がFLNを結成し、武力闘争による独立運動が本格化した。同年、これに対抗するフランス現地駐留軍との間で戦争状態に入る（アルジェリア独立戦争）。
FLNが都市部で爆弾テロ闘争を行う一方、フランス現地駐留軍はFLNの本拠地とされる農村部で現地住民を虐殺した。さらに、1958年3月には政府のアルジェリア政策に不満を募らせた軍がクーデターを起こすなど、事態は泥沼化した。
以上の状況下で、この事件は発生した。

## 事件の結末
1958年、フランス大統領に就任したシャルル・ド・ゴールは、民族自決の流れを止めることは不可能と判断し、アルジェリア独立を承認する姿勢を示した。アルジェリア領有継続派はこれに強硬に反対し、ド・ゴール暗殺計画を含むテロ行為を行ったが、1962年3月にエビアン協定が締結され、和平が成立する。この協定にしたがい、ジャミラは釈放された。
1962年7月、アルジェリアは独立を達成する。

## 事件の与えた影響
1960年当時のフランス国内では、アルジェリア独立戦争の長期化や泥沼化に起因する厭戦気分が広がっていた。それに加え、この事件に対してフランスだけでなく国外からも行われた強い批判、および領有継続派が行ったテロ行為による治安への不安はアルジェリア独立を肯定する世論形成に大きな影響を与え、1961年6月に行われたフランス国民投票では75%がアルジェリアの民族自決を支持するに至る。
以上のような国民世論の支持を受け、ド・ゴールはアルジェリア独立政策を推進した。

## 関連書籍
以下では、日本で出版されたものを記すにとどめる。
- ジゼル・アリミ、シモーヌ・ド・ボーヴォワール『ジャミラよ朝は近い―アルジェリア少女拷問の記録』　手塚伸一訳、集英社、1963年8月[3]